# Næste gang bliver vi fugle
|  | Denne artikel er oprettet af botten PalnaBot ud fra en ekstern database. Den kan derfor have sproglige fejl eller mangler. Denne skabelon kan fjernes efter kontrol af indholdet. |

Næste gang bliver vi fugle er en film instrueret af Max Kestner.